# Paul Chomedey de Maissonneuve

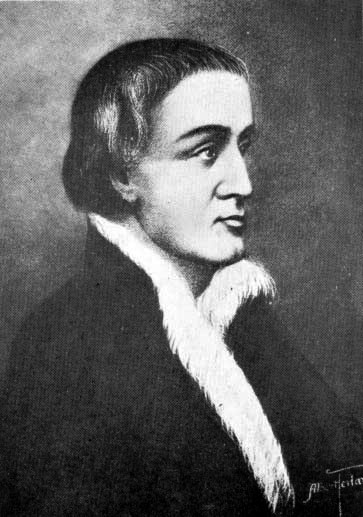
Paul Chomedey de Maissonneuve

Paul Chomedey de Maisonneuve (ur. 15 lutego 1612 w Neuville-sur-Vanne, zm. 9 września 1676 w Paryżu) – francuski żołnierz, założyciel Montrealu.